# Formenklassifikation nach Vox
Die Klassifikation nach Vox (frz. Classification typographique de Vox-AtypI) ist ein internationales System zur Schriftklassifikation in der Typografie aus dem Jahr 1954, entwickelt von Maximilien Vox.
Es ist das offiziell von der Association Typographic International (ATypI) unterstützte Prinzip und wurde 1967 als British Standard übernommen. In Deutschland erfolgt die Klassifikation der Druckschriften offiziell nach DIN 16518 aus dem Jahr 1964, die auf der Vox-Klassifikation basiert, jedoch mit anderen Gattungsbegriffen arbeitet (hier in Klammern).
- Classiques

1. Humanes (venezianische Renaissance-Antiqua)
2. Geraldes (französische Renaissance-Antiqua)
3. Réales (Barock-Antiqua)

- Modernes

1. Didones (klassizistische Antiqua)
2. Mécanes (Serifenbetonte Linear-Antiqua)
3. Linéales (Sans-Serif)

- Calligraphiques

1. Incises (Antiqua-Varianten)
2. Manuaires (Handschriftliche Antiqua)
3. Scriptes (geschriebene Antiqua)

## Andere Klassifikationen
Andere Klassifikationsmodelle in Westeuropa sind unter anderem:
- die italienische Classificazione Novarese von Aldo Novarese
- die Typeface Classifications British Standards 2961
- die DIN 16518 für Druckschriften